# Lạc Siêu
Lạc Siêu (chữ Hán: 骆超, ? – ?), người quận Hán Dương, Tần Châu , nhân vật cuối đời Bắc Ngụy thời Nam Bắc triều trong lịch sử Trung Quốc.

## Cuộc đời
Cuối đời Bắc Ngụy, sau khi khởi nghĩa Quan Lũng của cha con Mạc Chiết Đại Đề, Mạc Chiết Niệm Sanh thất bại, người Tần Châu là Đỗ Sán chiếm cứ Thượng Đảng, tự xưng Tần Châu thứ sử, quy hàng triều đình trên danh nghĩa. Tháng 12 ÂL năm Hiếu Xương thứ 3 (527) thời Hiếu Minh đế, Siêu giết chết Đỗ Sán, tự thay làm thứ sử, cũng được triều đình chấp nhận.
Tháng 7 ÂL Vĩnh An thứ 3 (530) thời Hiếu Trang đế, dân chúng Tần Châu mưu sát Siêu; ông phát hiện, bèn bỏ chạy, quy hàng Nhĩ Chu Thiên Quang. Sau đó Thiên Quang điều binh trấn áp Tần Châu.
Cao Hoan đánh bại liên quân họ Nhĩ Chu (532), Siêu chạy sang Quan Trung. Sử cũ không nhắc đến vai trò của Siêu trong những biến động tại Quan Trung, chỉ biết rốt cuộc ông phục vụ Vũ Văn Thái. Năm Vĩnh Hi (534), Bắc Ngụy Hiếu Vũ đế không địch nổi quyền thần Cao Hoan, bỏ chạy sang Quan Trung; Vũ Văn Thái lấy Siêu làm Đại đô đốc, đem 1000 khinh kỵ đi Lạc Dương, tham gia nghênh rước hoàng đế.
Trận Hà Kiều của chiến tranh Đông – Tây Ngụy nổ ra, Siêu đang ở chức Quảng Châu thủ tướng, dâng thành đầu hàng Đông Ngụy.
Sử cũ không chép thời điểm cụ thể Siêu bị giết vì tội mưu phản. Vợ của Siêu là Lục Lệnh Huyên và con trai ông là Lạc Đề Bà bị đày vào Dịch Đình. Thời Bắc Tề Hậu Chủ, hai mẹ con hiển quý, Siêu được truy tặng làm Tư đồ công, Thượng thư tả bộc xạ, Thành Dương vương.